# Terraced Moraines
Terraced Moraines är en kulle i Antarktis. Den ligger i Östantarktis. Nya Zeeland gör anspråk på området. Toppen på Terraced Moraines är 839 meter över havet.
Terrängen runt Terraced Moraines är kuperad åt nordost, men åt sydväst är den bergig. Trakten är obefolkad. Det finns inga samhällen i närheten. 